# Ясмин (сериал)
Ясмин — это масштабный проект Первого Канала, студии Красный Квадрат Кино и Русский проект. Сериал снимали, как российский ответ Великолепному веку. Премьера сериала прошла на Первом Канале в 2013 году. Ясмин транслировался в России и на Украине, на телеканале Интер.
Продюсерами сериала выступили Денис Евстигнеев (Угрюм Река, Мосгаз, Куприн) и Константин Эрнст.
Сценарий сериала Ясмин написала Анна Козлова (Краткий Курс Счастливой Жизни).
Режиссерами выступили Ксения Заруцкая, и Вячеслав Каминский.
Главные роли исполнили Наталья Дворецкая, азербайджанский актер Ильгар Мусаев, Екатерина Крупенина, Екатерина Радченко.
Наподобие Великолепного века, в центре сюжета сериала Ясмин лежит мелодраматическая история любви простой русской девушки Маши (Наталья Дворецкая) и богатого турка Мехмеда (Ильгар Мусаев).
Параллельно развиваются сюжетные линии героев Ксюши и Орхана, Лены и Вадима. В сюжет вплетается детективная линия по расследованию убийства девушки по имени Ясмин. Сценаристы уделяют внимание также взаимоотношениям родственников героинь Маши, Ксюши и Лены в России.
Повествование сериала делится на турецкую и российскую части.
В Съёмочных павильонах Мосфильма были отстроены поражающие своим размахом декорации, над созданием которых трудился известный художник-постановщик Сергей Иванов обладатель премии «Золотой орел» за лучшую работу художника-постановщика в создании фильмов «Анна Каренина» и «Царь». Декорации поражали не только своей натуралистичностью, но и яркостью, красочностью, разнообразием.
Каждый, кому удавалось побывать на съемочной площадке, поражался масштабу и натуралистичности отстроенного квартала Стамбула, Султанахмет. В Павильонах Мосфильма воссоздали отели, площади с настоящими фонтанами и старинными домами, мечеть, многочисленные кафе, рестораны, магазины, реквизит для которых специально закупался в Марокко и Турции, Египте и Малайзии. На Мосфильме появился настоящий восточный базар и даже хамам.
Стоимость декораций составила более 5 миллионов долларов. Ясмин был одним из самых дорогих проектов Первого канала. Кроме того был отстроен павильон, с квартирами и домами родственников героинь Маши, Ксюши и Лены в России.
Кастинг на главные роли длился более 6 месяцев, и проводился в нескольких городах, в том числе в Москве и Баку. В Москве было отсмотрено более 4000 актеров. На главные роли утверждены Наталья Дворецкая, Екатерина Крупенина, Екатерина Радченко,
В Азербайджане, где был устроен кастинг на «турецкие» роли, из 1000 актеров, участвовавших в кастинге, были отобраны только 20, включая народную артистку Азербайджана Амалию Панахову, Фархада Гусейнова, Алекпера Алиева, Яну Никитину.

## Интересные факты
- Однажды на съемочную площадку сериала наведался посол Турции. По словам Дениса Евстигнеева, Турецкие друзья увидели рекламу сериала на Первом канале. Когда посол оказался в павильоне и посмотрел, с какой любовью был выстроен каждый уголок, очень обрадовался и пожелал всем успеха. По иронии судьбы вскоре после этого сериал был закрыт.
- Никто из актеров не знал кто такая эта Ясмин.
- В одном из интервью Наталья признается: «Я как героиня известного телесериала „Твин Пикс“ Дэвида Линча, — никто до конца не понимает суть происходящего: загадок и тайн больше, чем ответов. Например, до сих пор ни один из артистов не знает, кто же такая Ясмин. Из сценария нам известно, что много лет назад она была жестоко убита, ее мертвое тело было найдено в подвале отеля, но преступник не найден, а дух Ясмин является простым жителям города…»[1]
- Несмотря на то, что по Первому каналу сериал транслировался в 16:10, что для многих зрителей не было удобным, Ясмин показал хорошие рейтинги, в районе 6,5 процентов. Тем не менее, Ясмин, как и многие другие полюбившиеся зрителям популярные проекты, внезапно сняли с эфира.
- Зрителя Сериала Ясмин неоднократно утраивали голосования с просьбой вернуть сериал. Также регулярно появляются вопросы про второй сезон. Тем не менее, пока от Первого канала никаких комментариев не поступало.
- В Сериале есть много эпизодов, которых изначально не было в сценарии. Так в начала сериала появилась сцена с собакой. Актриса Наталья Дворецкая боится собак, но для одной из сцен на автовокзале сама предложила режиссеру снять бездомную собаку, которую ее героиня Маша кормит бутербродами.
- Обсуждение сериала и отношения русских девушек и турецких мужчин стали темами первого выпуска в цикле программ «Мужское / Женское» с Александром Гордоном.
- В декорациях, построенных для сериала Ясмин, позднее снимали еще несколько проектов, в том числе «1001» режиссера Александра Котта